# Drieharingenbrug

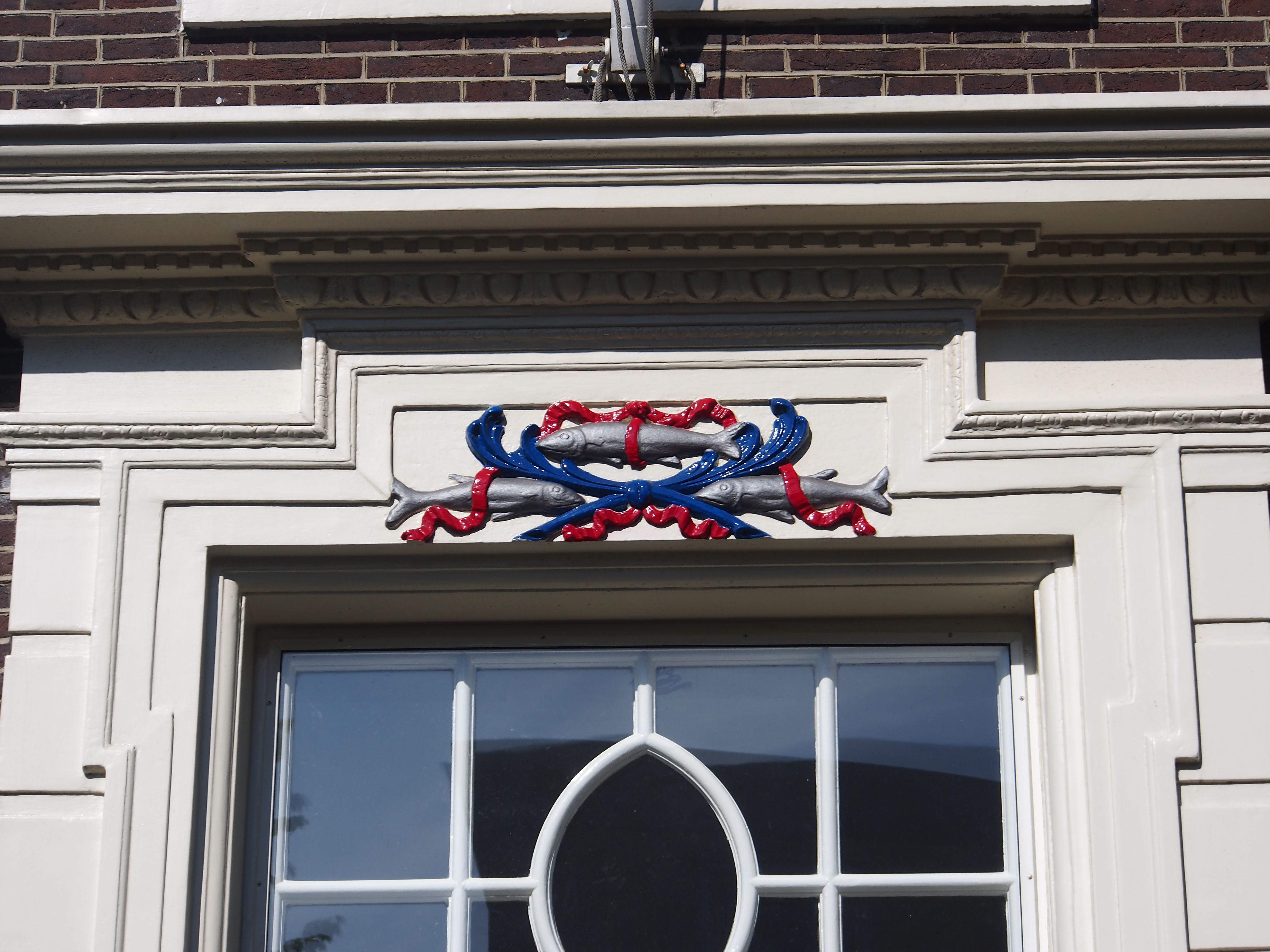
Naamgever: gevelsteen Vierwindendwarsstraat 1

De Drieharingenbrug (brug 320) is een dubbele ophaalbrug in Amsterdam-Centrum.
De brug vormt de verbinding tussen het Realeneiland en het Prinseneiland en overspant daarbij de Realengracht. Ze ligt zuidwaarts in het verlengde van de Vierwindendwarsstraat en leidt naar de straat Prinseneiland. Ten oosten van de brug ligt de Zandhoeksbrug met hetzelfde uiterlijk. Rondom de brug staat een aantal rijksmonumenten, maar in de buurt is ook (relatieve) nieuwbouw aanwezig. De brug zelf is noch gemeentelijk noch rijksmonument, ze is daarvoor te jong. Direct ten zuidoosten van de brug heeft kunstenaar Ans Markus haar atelier en expositieruimte.
Er ligt hier al eeuwen een brug. Zodra het Realen- en Prinseneiland op de kaart verschenen, tekende de plattegrondmaker hier een brug in. Balthasar Florisz. van Berckenrode was in 1625 de eerste. Hij tekende een dubbele houten ophaalbrug in, gedragen door houten jukken. Die brug zou negen doorvaarten hebben gehad. Er moest een beweegbare brug komen want er was hier nog veel scheepvaart, getuige de vele schepen, die Van Berckenrode eveneens intekende. Bovendien lagen op het Realeneiland een aantal scheepswerven. Ook Gerrit de Broen tekende op zijn kaart in 1737 hier een dubbele ophaalbrug in en schreef daarbij de naam Vliegende Brug over de Realen Graft. De Broen tekende hier in het geheel geen schepen meer in, ook de werven zijn verdwenen, wel staan er pakhuizen. De naam van de brug zou verwijzen naar het feit dat deze brug sneller open- en dichtging dan de nabijgelegen bruggen (vliegensvlug).
In 1858 werd er in de gemeenteraad voorstellen gedaan voor het amoveren (slopen) van deze brug en de Karseboomsbrug. De laatste verdween inderdaad uit het straatbeeld, maar de Drieharingenbrug bleef bewaard, het aantal stemmen tegen slopen was groter dan voor. Dat de scheepvaart afnam was voor de gemeente Amsterdam reden om bij renovatie niet weer te kiezen voor een ophaalbrug, maar een vlotbrug, in de volksmond Kippebruggetje. De aanbesteding vond plaats in juli 1859. Aannemers moesten contact opnemen met Bastiaan de Greef van de Publieke Werken voor informatie. Het maakte deel uit van een pakket van het vernieuwen van vier houten bruggen, te weten brug 338, brug 339 en brug 342. De vlotbrug was een oplossing voor overspanning van brede waterwegen, ervaring had men opgedaan met dat soort type bruggen in het Noordhollandsch Kanaal. Die brug lag er niet lang. In 1893 werd geconstateerd dat de brug versleten was; er werd geld vrijgemaakt voor vernieuwing. In maart 1894 werden nog herstelwerkzaamheden verricht, maar in november 1894 moest de brug toch in haar geheel vernieuwd worden. Vanaf 5 november begonnen de werkzaamheden. Deze vaste brug bestond uit ijzeren liggers en hout. Omdat de brug laag over het water lag en dus steile hellingen naar de oevers kende, bleef de naam Kippenbruggetje gehandhaafd. Het was geen succes, want die brug moest alweer in 1922 vervangen worden. Er kwam een stalen parallelligger. Deze brug lag op normaal straatniveau boven het water en was alleen betreedbaar via een stenen opstapje. Auto- en fietsverkeer waren hier kennelijk nihil. In de jaren tachtig werd hier teruggerestaureerd. De Publieke Werken had weer ervaring omgedaan met het bouwen van dubbele ophaalbruggen (ze waren een tijd uit de mode), zoals bij de Magere Brug. Bij de Westelijke Eiland kwamen drie nieuwe “oude” bruggen, de Drieharingenbrug, de Petemayenbrug en de Zandhoeksbrug. De Drieharingenbrug werd in 1983 vernieuwd. Zij week af van de Petemayen-en Zandhoeksbrug:
- er mochten alleen voetgangers en fietsers over; ze is dus stukken smaller (je kan net met zijn tweeën naast elkaar lopend over de brug).
- ze heeft houten brugdeuren
- ze heeft enkelvoudige balanspriemen
- het contragewicht is afgestemd op de brug, net zo smal
- de naamplaat is niet in ijzer in de balustraden verwerkt, maar boven in de hameipoort

De brug kent dan drie doorvaarten, de landhoofden staan dus diep het water in.
De brug dankt haar naam aan een gevelsteen in het 18e-eeuwse pand Vierwindendwarsstraat 1 (sinds 1970 een rijksmonument nummer 5861); een gevelsteen met drie haringen. In die gevelsteen zijn drie gekroonde haringen te zien. De scheepstimmerman Haring Booy kocht het etablissement (huis, woonhuisjes en pakhuis) op 25 januari 1779 uit de erfenis van distilleerder Jan Verwey, die het hoekhuis "Drie gekroonde haringen" in 1740 had gekocht. De naam van de brug was toen ook al in gebruik als aanduiding voor het gebouw.

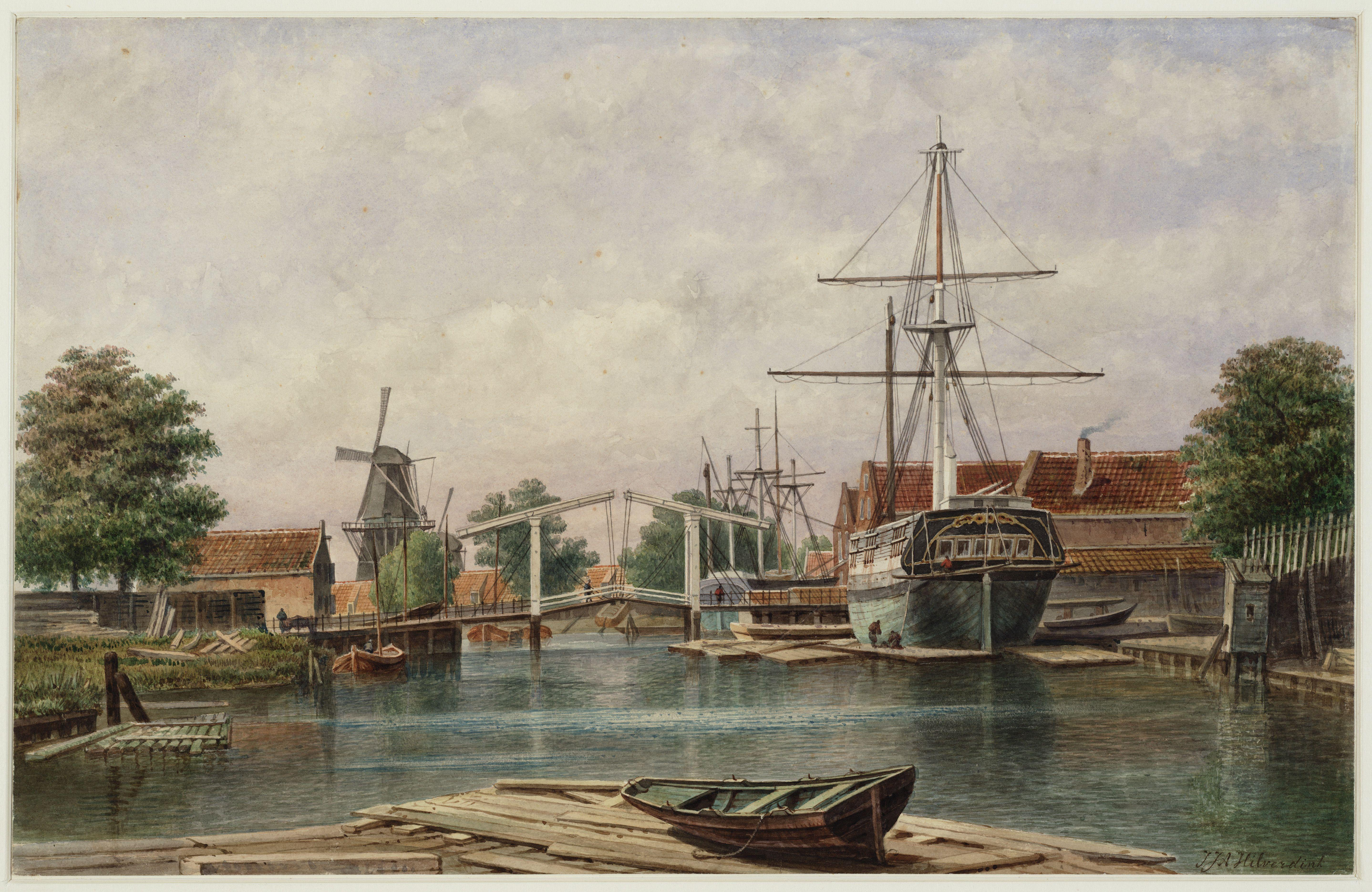
Johannes Hilverdink schilderde de brug (circa 1855)
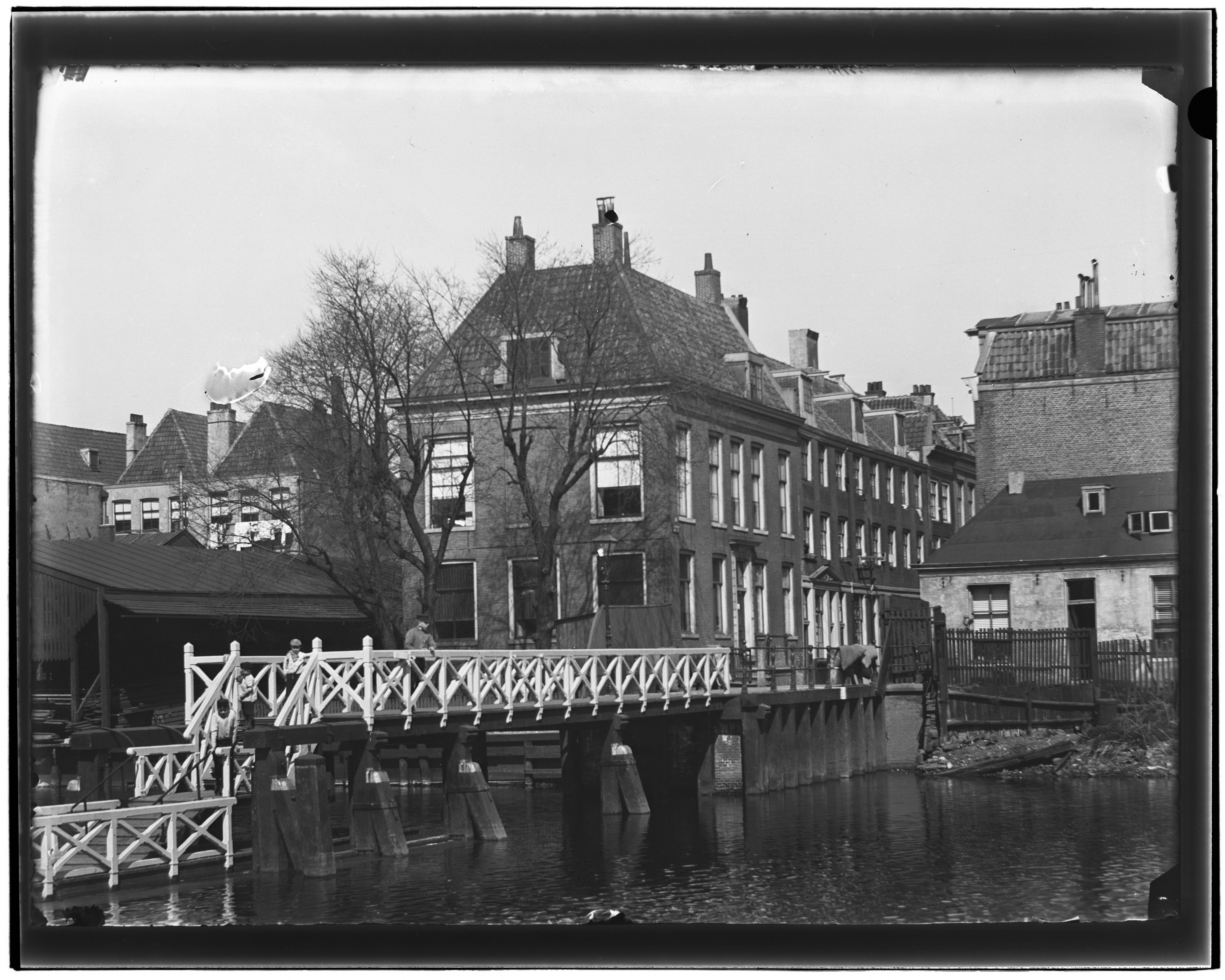
Jacob Olie met de vlotbrug (1895)
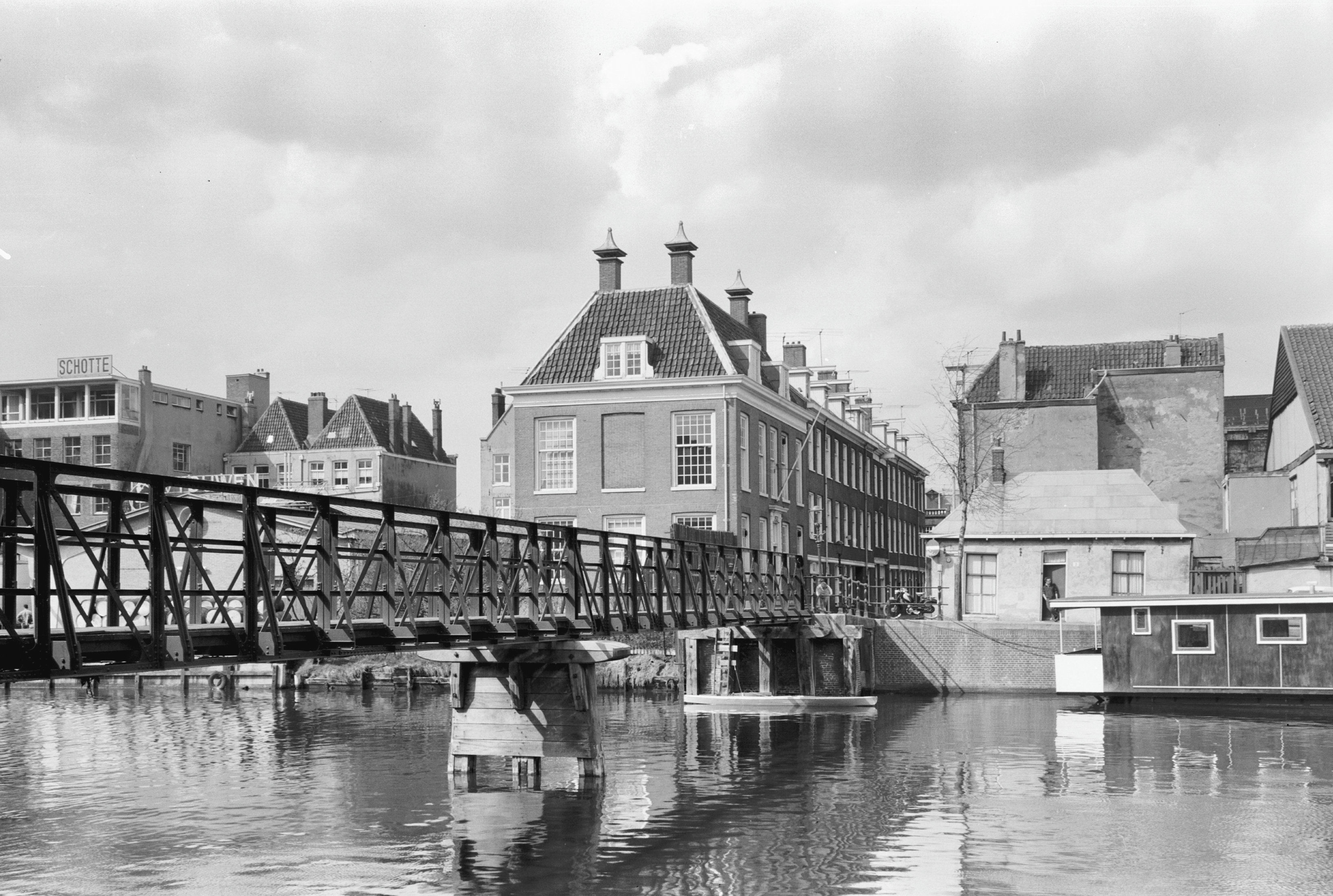
Stalen parallelbrug (1964)
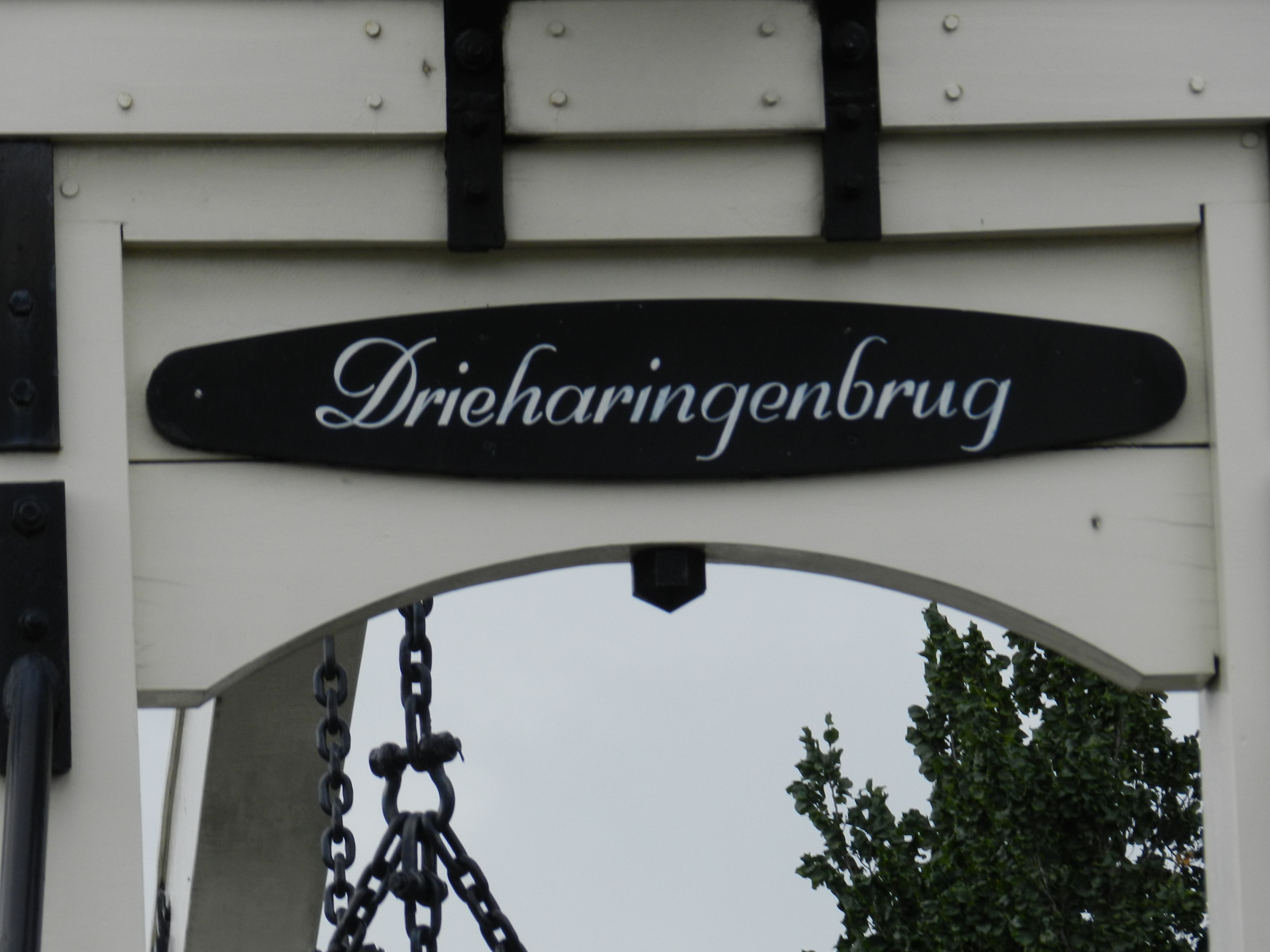
Afwijkende naamplaat (2015)
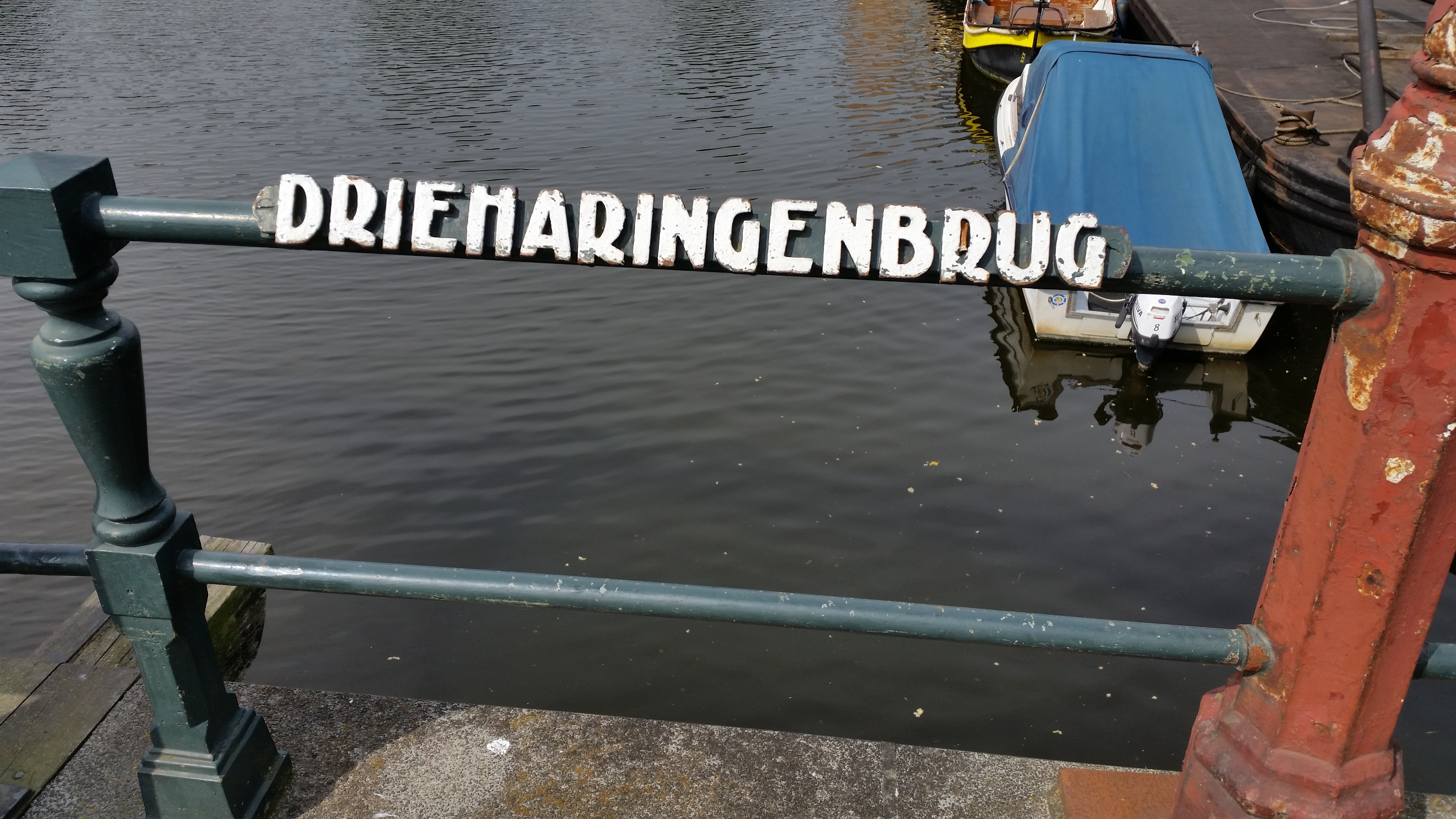
Normale Amsterdamse naamplaat (mei 2020)
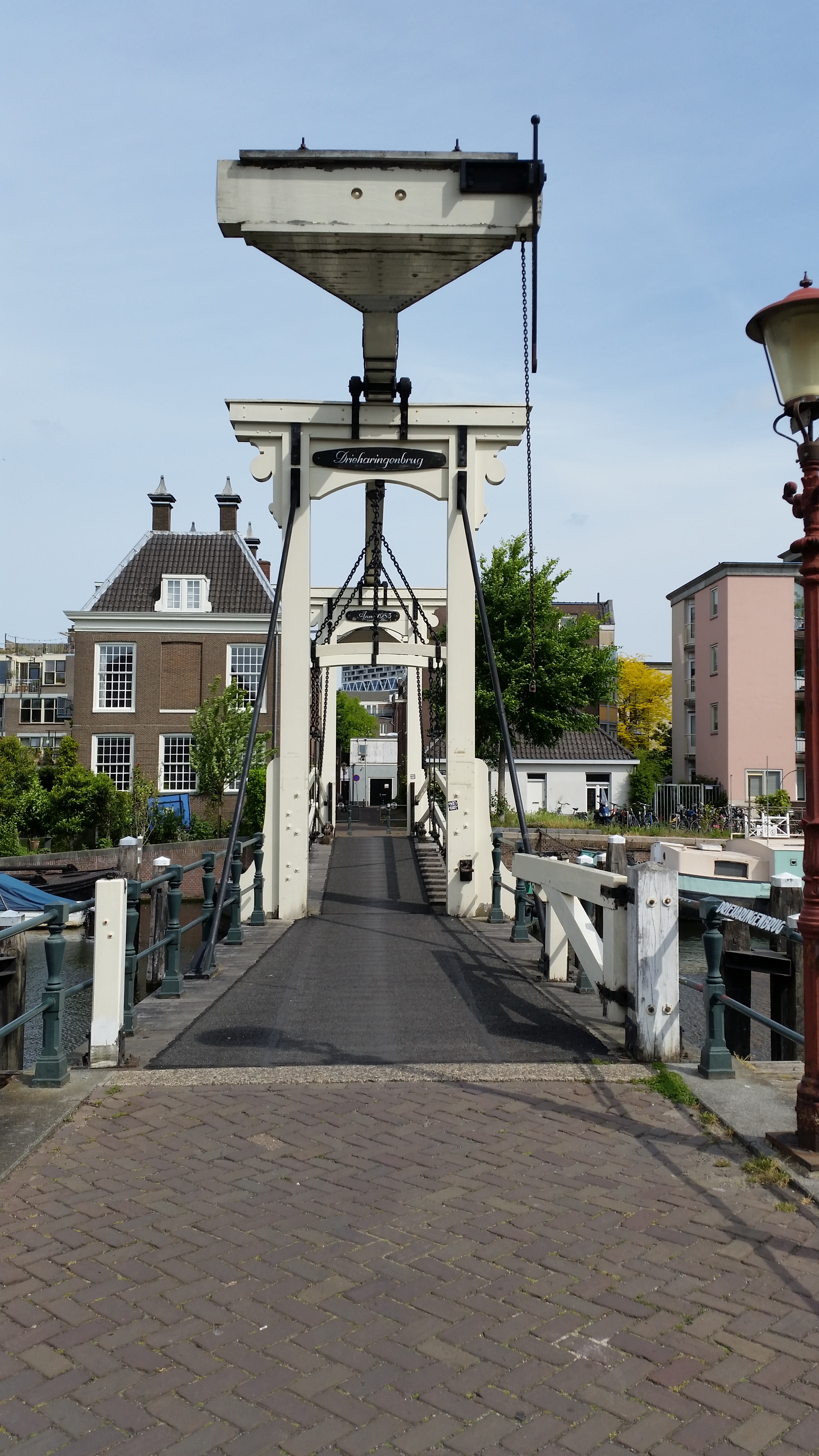
Smalle brug (mei 2020)

<<< · 300 · 301 · 302 · 303 · 304 · 305 · 306 · 307 · 308 · 309 · 310 · 311 · 312 · 313 · 314 · 315 · 316 · 317 · 318 · 320 · 321 · 322 · 323 · 324 · 325 · 327 · 328 · 330 · 331 · 332 · 333 · 334 · 335 · 336 · 337 · 338 · 339 · 340 · 341 · 342 · 343 · 344 · 345 · 346 · 347 · 348 · 349 · 350 · 351 · 352 · 353 · 354 · 355 · 356 · 357 · 358 · 359 · 360 · 361 · 362 · 363 · 364 · 365 · 366 · 367 · 368 · 371 · 372 · 373 · 374 · 375 · 376 · 377 · 378 · 379 · 380 · 381 · 382 · 383 · 385 · 386 · 387 · 388 · 389 · 390 · 391 · 392 · 393 · 394 · 395 · 396 · 397 · 398 · 399 · >>>
Brugnummers 319, 326, 329 (tijdelijke duiker in de Ringspoordijk), 369, 370, 384 zijn niet (meer) vergeven.